# Lehôtka pod Brehmi
Lehôtka pod Brehmi – wieś (obec) na Słowacji położona w kraju bańskobystrzyckim, w powiecie Żar nad Hronem. Pierwsze wzmianki o miejscowości pochodzą z roku 1391. 
Według danych z dnia 31 grudnia 2012, wieś zamieszkiwało 414 osób, w tym 211 kobiet i 203 mężczyzn.
W 2001 roku rozkład populacji względem narodowości i przynależności etnicznej wyglądał następująco:
- Słowacy – 94,4%
- Niemcy – 0,29%
- Romowie – 3,54%
- Rusini – 0,29%

Ze względu na wyznawaną religię struktura mieszkańców kształtowała się w 2001 roku następująco:
- Katolicy rzymscy – 86,14%
- Grekokatolicy – 0,59%
- Ewangelicy – 1,18%
- Prawosławni – 0,29%
- Ateiści – 8,85%
- Nie podano – 2,36%